# Su Yu
Su Yu 粟裕S (Contea di Huitong, 10 agosto 1907 – Pechino, 5 febbraio 1984) è stato un generale cinese dell'Esercito Popolare di Liberazione,  considerato da Mao Zedong come uno dei migliori comandanti comunisti dopo Lin Biao e Liu Bocheng. Combatté nella Seconda guerra sino-giapponese e nella Guerra civile cinese, durante la quale comandò l'armata della Cina orientale.